# Melles Béla

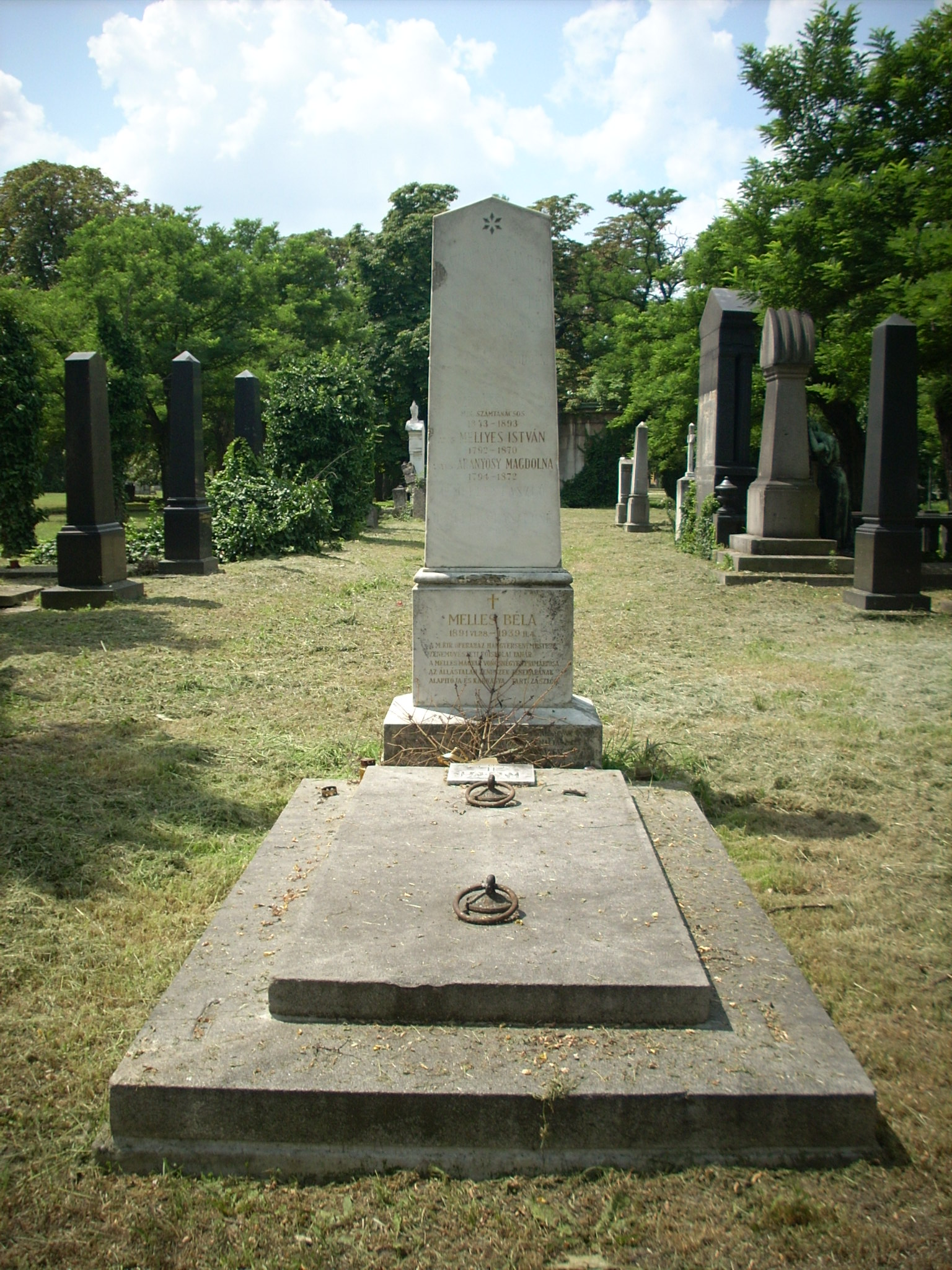
Sírja a Fiumei úti sírkertben

Melles Béla (Baja, 1891. június 28. – Budapest, 1939. február 4.) hegedűművész, a budapesti Opera zenekarának hangversenymestere, a Zeneakadémia tanára. Vonósnégyese Európa-szerte ismert volt.

## Élete
Melles Károly és Teichner Krisztina fiaként született, 1891. július 16-án keresztelték a bajai belvárosi római katolikus templomban. Eredetileg mérnöknek készült, de a zeneművészet felé fordult. Hegedűtanulmányait Grünfeld Vilmosnál kezdte. Az első világháború kitöréséig nyaranta visszajárt szülővárosába koncertezni. A „nagy háborúban” orosz hadifogságba került, ebből szabadulva Szentpétervárott Auer Lipótnál és Alekszandr Glazunovnál képezte tovább magát.
Magyarországra visszatérve az Operaház zenekarának hangversenymestere lett 1921-től haláláig. Ugyanebben a rangban volt a Budapesti Filharmóniai Társaság Zenekarában, mellette a társaság titkára is volt az 1927 és ’34 közötti időszakban.
Játszott a Waldbauer–Kerpely-vonósnégyesben, 1922-ben megalakította saját vonósnégyesét, ami – gyakori tagcsere mellett – 1926-tól rendszeresen koncertezett Európa jelentős zenei központjaiban. 1932. május 27-én Mozart Sinfonia Concertante hegedűre, brácsára és zenekarra c. művének szólistája volt a Rádió műsorában (a brácsaszólamot Gáti István játszotta, Dohnányi Ernő vezényelt).
Az 1930-as években képzett, fiatal muzsikusokból létrehozta az Állástalan Zenészek Szimfonikus Zenekarát, ezt maga vezényelte, komolyzenét és igényes könnyűzenét egyaránt játszottak a Magyar Rádióban. (Halála után Vincze Ottó vette át az irányítást, egészen 1942-ig.)
1936-ban kinevezték a zenekari gyakorlat és a vonósjáték rendes tanárává a Zeneakadémián.
Védett sírja a Fiumei úti sírkertben található [9/2-1-29/30].